# Hygrobiella nishimurae
Hygrobiella nishimurae là một loài rêu trong họ Cephaloziaceae. Loài này được N. Kitag. mô tả khoa học đầu tiên năm 1982.